# Xô Viết Nhân dân (Cộng hòa Nhân dân Donetsk)
Xô Viết Nhân dân (Народный Совет), tên cũ là Xô Viết tối cao hoặc Hội đồng Cộng hòa là cơ quan lập pháp của nước Cộng hòa Nhân dân Donetsk. Xô Viết Nhân dân bao gồm 100 ghế đại biểu, được bầu lại cứ 4 năm một lần.

## Danh sách Chủ tịch Xô Viết Nhân dân
| STT  | Ảnh | Tên họ         | Ngày sinh           | Thời gian đương nhiệm                                                | Đảng phái chính trị   |
| ---- | --- | -------------- | ------------------- | -------------------------------------------------------------------- | --------------------- |
| 1    |     | D. V. Pushilin | 9 tháng 5 năm 1981  | 15 tháng 5 - 18 tháng 7 năm 2014                                     | Đảng Cộng hòa Donetsk |
| И.О. |     | V. I. Makovich | 4 tháng 8 năm 1962  | 18 - 23 tháng 7 năm 2014                                             | Không đảng phái       |
| 2    |     | B. A. Litvinov | 13 tháng 1 năm 1954 | 23 tháng 7 - 14 tháng 11 năm 2014                                    | Đảng Cộng sản         |
| 3    |     | A. Ye. Purgin  | 26 tháng 1 năm 1972 | 14 tháng 11 năm 2014 - 4 tháng 9 năm 2015                            | Đảng Cộng hòa Donetsk |
| 4    |     | D. V. Pushilin | 9 tháng 5 năm 1981  | 11 tháng 9 năm 2015 (chính thức) 4 tháng 9 năm 2015 (quyền chủ tịch) | Đảng Cộng hòa Donetsk |